# 西伯利亚地区乌索利耶

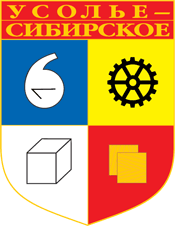
西伯利亚乌索利耶市徽

西伯利亚地区乌索利耶 （俄语：Усо́лье-Сиби́рское）是俄罗斯伊尔库茨克州的一座城市。在1940年前，该市的名字是乌索利耶。人口90,161人（2002年人口普查）。